# Serrurerie forensique
 (mai 2014).
La serrurerie forensique, aussi appelée serrurerie légale, est une branche de la serrurerie qui consiste à analyser les systèmes de sécurité d'un lieu à la suite d'un délit ou d'un crime avéré ou supposé. Elle fait également partie des sciences forensiques.

## Objectif
L'objectif de l'analyse forensique en serrurerie est de déterminer le moyen d'intrusion, les outils utilisés par l'intrus et son niveau de compétences, dans le but d'identifier cet intrus.
On distingue généralement deux cas où la serrurerie forensique est nécessaire : la recherche de l'auteur de l'infraction (on est alors à proprement parler en situation de serrurerie légale), ou la recherche de la réalité ou de la simulation de l'intrusion (dans une affaire qui oppose souvent une assurance et son client).

## Généralités
Cette branche de la serrurerie est très peu répandue en France, mais cette discipline est bien connue aux États-Unis où une association de serruriers spécialisés existe (IAIL) ainsi qu'en Allemagne.
Le premier laboratoire de Serrurerie Forensique date de 1976, installé dans le laboratoire criminalistique de Chicago où Art Paholke, officier de la police de Chicago, s'est intéressé aux méthodes scientifiques permettant de détecter et identifier les modes opératoires des criminels. Ses travaux dans le domaine ont conduit à la Serrurerie Forensique telle qu'elle est pratiquée par les spécialistes aujourd'hui.

## Types d'intrusion
En serrurerie forensique, on distingue trois classes de méthodes d'intrusion : 
- Les méthodes destructives sont celles qui détériorent significativement le système de sécurité (serrure, cadenas...) ou son support (coffre-fort, porte, fenêtre, mur, vitre, etc.) Une intrusion de ce type est généralement repérable sans difficulté par l'utilisateur habituel. Les outils concernés sont basiques et largement disponibles, tels que marteaux et pinces-monseigneur.
- Les méthodes d'ouverture fine furtive laissent les systèmes de sécurité en parfait état de fonctionnement et sont invisibles à l'œil de l'utilisateur habituel. Cependant, les outils laissent des traces au niveau microscopique. Une analyse forensique est nécessaire pour détecter et identifier l'intrusion. Les outils concernés sont plus évolués, plus difficiles à se procurer et demandent quelques connaissances, tels qu’aiguilles de crochetage, pistolets crocheteurs, clés à percussions…
- Les méthodes d'ouverture fine indétectable laissent les systèmes de sécurité en parfait état sans même en altérer l'aspect au niveau microscopique. Même une analyse de serrurerie forensique poussée est susceptible de passer à côté. Cependant, une analyse forensique générale peut révéler des indices importants tels que des résidus organiques, empreintes digitales, ADN, etc. Les outils concernés nécessitent généralement des compétences importantes ou de la ruse et sont beaucoup plus évolués tels que microphones et minicaméras.

## Expertise légale

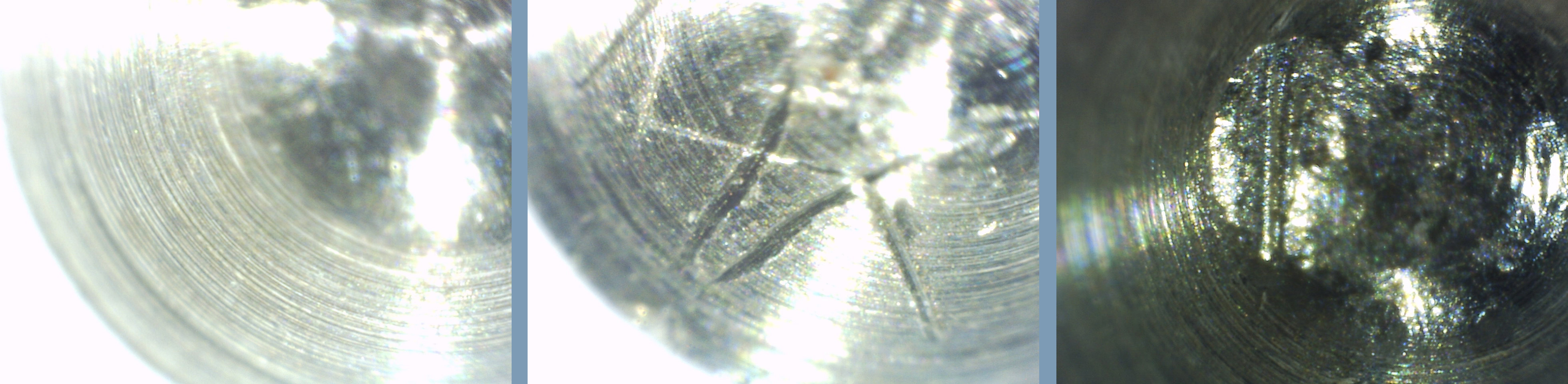
Extrait d’une base de données : goupille neuve, marques de crochetage, marque de pistolet-crocheteur.

Chaque type d'outil produit des motifs bien spécifiques qui permettent de les différencier. Le travail du serrurier forensique est donc de comparer l'objet de l'analyse avec une base de données pour déterminer si la serrure a été manipulée, ou compromise et par quel moyen.
Comme toute démarche à vocation scientifique, l'opérateur documente son travail et établit un rapport d'expertise. À l'aide de photographies, microphotographies et de descriptions factuelles, le serrurier forensique expose les différents indices exploitables sur l'objet de l'étude, en prenant soin d'altérer au minimum la pièce étudiée, dans un souci de répétabilité des analyses.

### Analyse des serrures
À la suite d'une intrusion avérée ou supposée, les serrures sont photographiées, démontées et les traces pertinentes comparées pour détecter et identifier les méthodes d'ouvertures telles que le crochetage (manuel, mécanique ou électromécanique), le bumping, l'impression, ou encore le contournement de la sûreté. Il est même possible dans certains cas de déterminer si une fausse clé a été utilisée.

### Analyse des clés

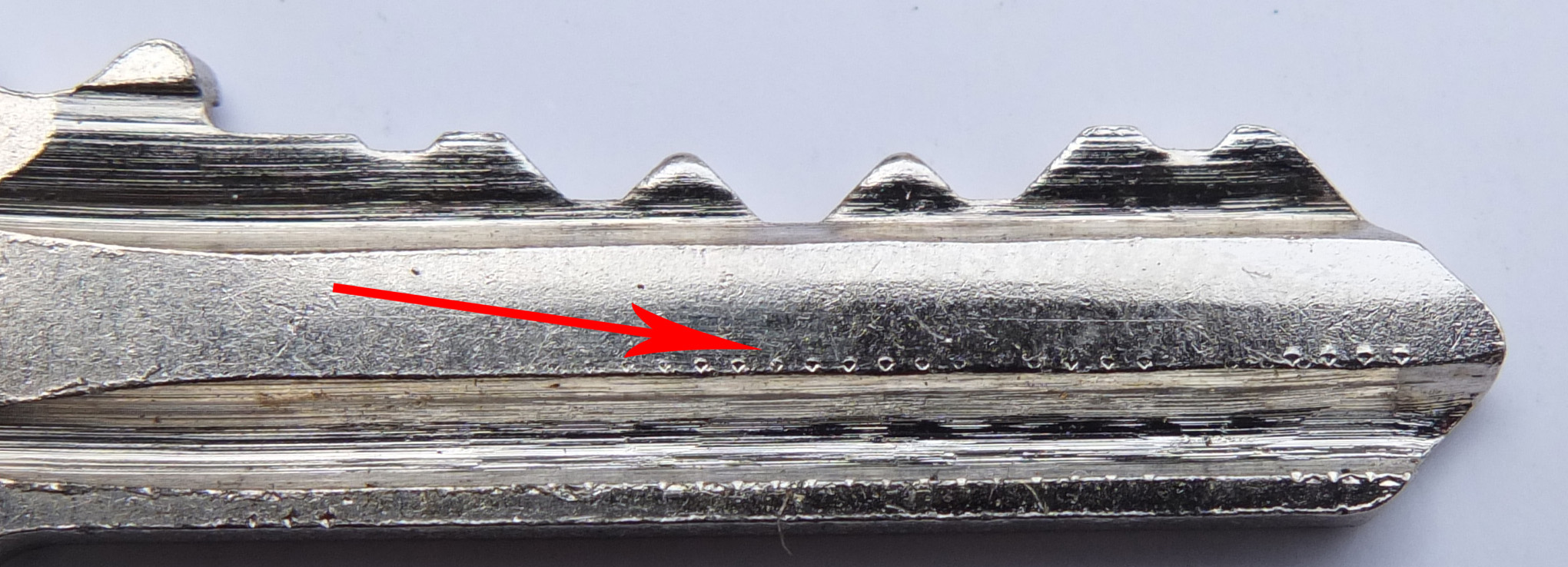
Traces d’étau de la machine à copier les clés.

L'étude approfondie des clés légitimes peut apporter des informations essentielles sur la méthode d'intrusion. Il est possible de détecter si une clé a été dupliquée sur une machine à clés, ou même par moulage. Les fausses clés peuvent également être identifiées par cette analyse.

### Analyse des autres éléments de sécurité
Bien que la majorité des vols et cambriolages soient effectués en passant par la serrure, la serrurerie forensique s'intéresse également aux autres éléments permettant de sécuriser un lieu. Si aucune trace forensique n’a été découverte sur les serrures et les clés, cette analyse élargie peut être nécessaire. De manière non exhaustive, cette analyse élargie porte notamment sur les portes, fenêtres, murs, toits, coffres et vitres de voitures.

## Domaine de l'assurance en cas de vol
La fraude à l'assurance en cas de vol ou le refus de paiement de la part de l'assureur sont des cas courants de serrurerie forensique.

### Fraude à l'assurance

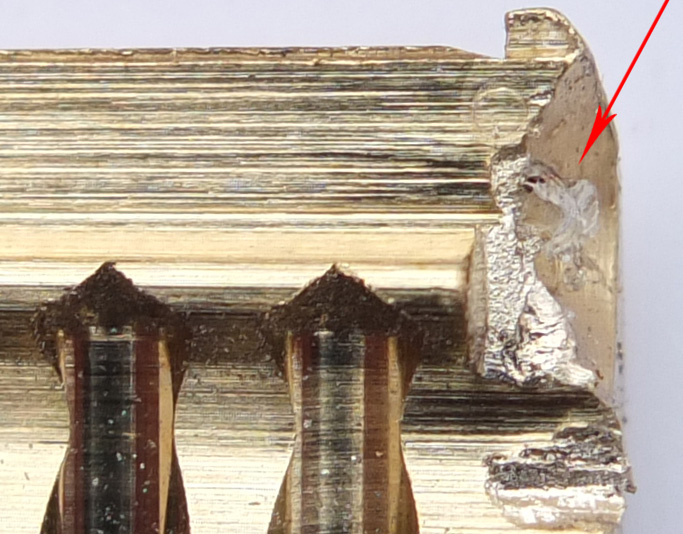
Effraction simulée : seule l’entrée du canal de clé a été touchée par l’outil.

Un assuré peut facilement simuler une intrusion en forçant sa propre serrure et ainsi crédibiliser sa demande de remboursement au cas où un expert de l'assureur viendrait constater la réalité des événements. Seule une analyse forensique permet de constater si l'effraction supposée est bien réelle. En effet, une simulation ne laisse pas les vraies traces auxquelles on peut s'attendre dans le cas d'une véritable intrusion. Les assureurs font donc appel à la serrurerie forensique pour éviter de payer dans le cas d'une fraude à l'assurance.

### Refus de prise en charge par l'assureur
Lors d'une intrusion par ouverture fine, aucun dégât apparent ne peut être constaté sans une analyse approfondie. Un assuré peut donc se voir cambriolé sans que l'assurance accepte de couvrir les frais, car la situation semble être une négligence de l'assuré (porte laissée ouverte), voire une tentative de fraude. Les victimes de cambriolages font donc appel à la serrurerie forensique pour prouver que l'intrusion n'est pas due à une négligence de leur part, mais bel et bien à un intrus.